# Nessa Barrett
Janessa Barret coneguda com a Nessa és una cantant i compositora nominada als premis iHeartRadio Music Social Star Award, en el gènere Estrella social en 2021.
Nessa Barrett es va traslladar de Nova Jersey a Los Angeles per buscar qui sempre va voler ser a través de la música. El maig del 2020 va compondre la seva primera cançó, "Pain", va ser un senzill debut de la mà de Warner records. A principis del 2019 es va introduir al món de les xarxes socials, concretament a TikTok, on va aconseguir milions de seguidors.
Barret va començar una relació amorosa amb en Josh Richards, també conegut de TikTok. Van començar a sortir en el 2019 i nou mesos després van acabar la relació. La cantant va començar a sortir amb Jaden Hossler després del llançament d'una cançó conjunta "La Di Die", el febrer de 2021. Barret i Hossler es van separar després d'un any junts.